# Joseph Guillemot
Joseph Guillemot (1. října 1899 Le Dorat, Limousin – 9. března 1975 Paříž) byl francouzský atlet, běžec na dlouhé tratě, olympijský vítěz v běhu na 5000 metrů z roku 1920.
Během první světové války narukoval do armády, během bojů byl zasažen yperitem, což trvale poškodilo jeho plíce. V roce 1920 se stal poprvé mistrem Francie v běhu na 5000 metrů.
Na olympiádě v Antverpách v roce 1920 na této trati jako jediný vydržel tempo Fina Nurmiho. V posledním kole ho předběhl ve vnitřní dráze a zvítězil. O tři dny později nastoupil rovněž do finále na dvojnásobné trati. Start toho běhu se urychlil o tři hodiny na přání belgického krále. Guillemot se o této změně dozvěděl až po snězení oběda. Běžel navíc ve vypůjčené běžecké obuvi (jeho vlastní mu ukradli). I přes žaludeční křeče doběhl za Nurmim na druhém místě.
V následujících letech vytvořil světové rekordy v bězích na 2000 metrů (5:34,8) a 3000 metrů (8:42,2).